# Bernoullisteekproef
In de statistiek is een bernoullisteekproef uit een eindige populatie een steekproef waarbij elk element van de populatie dezelfde kans heeft om in de steekproef opgenomen te worden. Een bernoullisteekproef wordt dus gevormd door voor elk element van de populatie een bernoulli-experiment uit te voeren, onafhankelijk van de andere, met alle dezelfde kans op "succes". De naam is afkomstig van de bernoulli-experimenten waarop de steekproef berust. De omvang van een bernoullisteekproef ligt daardoor niet vast, maar is een stochastische variabele die binomiaal-verdeeld is met parameters de populatiegrootte en de succeskans.
De bernoullisteekproef is een bijzonder geval van de poissonsteekproef, waarin voor elk element in de populatie ook een onafhankelijk bernoulli-experiment uitgevoerd, maar niet noodzakelijk met voor elk element dezelfde kans op succes.

## Voorbeeld
Men kan een bernoullisteekproef in databases gebruiken om uit een zeer grote tabel een testtabel te construeren. Als er daarna items (rijen) aan de grote tabel worden toegevoegd of eruit verwijderd, kan ook de testtabel aangepast worden zonder die opnieuw te moeten opbouwen. Als een nieuw item aan de grote tabel wordt toegevoegd, wordt dit met dezelfde succeskans als tevoren aan de testtabel toegevoegd. Wordt een item uit de tabel verwijderd, dan wordt dit ook uit de testtabel verwijderd als het daarin voorkomt (dit veronderstelt steeds dat er in de tabel geen duplicaten voorkomen).